# Indígets
|  | Pel que fa al poble íber de la Tarraconense, vegeu indicets. |

D'acord amb la mitologia romana, els déus indígets eren divinitats tutelars romanes. El seu nombre era incalculable, ja que cada lloc i cada fet de la vida quotidiana tenia el seu déu específic. Tenien una funció limitada a un acte en concret, fora del qual no tenien entitat.
Els Indígets són, per exemple, les potències que acompanyen les persones des del naixement, o des de la concepció, fins a la mort, des de Conseuius, déu de la concepció, fins a Nenia, la deessa del lament fúnebre. Hi havia la deessa que ensenyava a caminar els infants, Abeona, que guia els seus primers passos fins lluny de casa seva, i Adeona, que el fa tornar a casa. Potina, la deessa que el fa beure, etc. També hi ha els déus del camp, que vigilen les diferents fases del cultiu i de la vegetació: Segetia, la sega, Lacturnus, que fa arribar la saba a l'espiga en formació, etc. Algunes d'aquestes divinitats van adquirir una personalitat més marcada, per influència de la mitologia grega: Flora, per exemple o Prosèrpina. Altres divinitats formen part de llocs: Janus, de les portes, Clivicula, amb les baixades... Hi havia déus d'aquest tipus per tot arreu, a les presons i a les cuines, i alguns es dedicaven de guiar els viatgers, i l'ajudaven a no equivocar-se de camí.
Aquestes divinitats estan molt a prop de la mentalitat màgica, que exigeix l'existència d'un principi sobrenatural en cada acte que es fa.
També van entrar en aquesta categoria alguns herois divinitzats després de morts, especialment Eneas.